# 札幌市警察
札幌市警察（さっぽろしけいさつ）は、かつて存在した北海道札幌市の自治体警察。

## 概要
旧警察法の施行で、従来の北海道警察部（旧北海道庁警察部）が解体され、1948年（昭和23年）3月7日に札幌市警察署が設置された。1949年（昭和24年）8月1日に「中央警察署」と「北警察署」に分離し、警察本部として札幌市警察局を設けた。翌1950年（昭和25年）9月27日には警察局から札幌市警察本部へと名称を改めた。
戦前の強権的だった警察に比べ、民主警察の確立を目指し、特に一般市民に対する対応で大きな改善が見られた。一方で、警備課長の白鳥一雄警部が殺害される事件（白鳥事件）が発生するなど、殉職者も出している。
その後、1954年（昭和29年）に、旧警察法が全面改正される形で新警察法が公布された。これにより国家地方警察と自治体警察が廃止され、新たに都道府県警察として北海道警察本部が発足。札幌市警察も北海道警察に統合され、姿を消した。

## 人員
総定員は札幌市警が発足した時点で警察長を含め警察官568人、一般職員50人が配置。1952年（昭和27年）3月時点で678人（一般職員含む）、1953年12月現在では645人となっていた。
- 警察本部　138人
- 中央警察署　417人
- 北警察署　90人

## 警察局と警察本部の機構
警察局が発足した当初の機構は以下の通り
- 総務部
- 教養部
- 警備部
- 刑事部

警察本部へ改称した後の機構は以下の通り
- 総務部
  - 警務課
  - 教養課
  - 会計課
- 警邏部
  - 警邏課
  - 交通課
  - 警備課

- 刑事部
  - 刑事課
  - 防犯課

## 警察署
1951年（昭和26年）時点における札幌市警の警察署を以下に記す。
- 中央警察署
  - 総務課
  - 警備課
  - 捜査課
  - 経済保安課（1951年10月廃止）
  - 外勤課
- 北警察署
  - 総務係
  - 警備係
  - 捜査係
  - 経済保安係（1951年10月廃止）
  - 外勤係

## 主な事件
- 白鳥事件